# Imaginations Through the Looking Glass
Imaginations Through the Looking Glass to pierwsze DVD zespołu Blind Guardian wydane w roku 2004.
Pomysł na DVD zrodził się już w roku 1998, jednak znany ze swej perfekcyjności zespół postanowił odłożyć to na inne – lepsze czasy. Dopiero w roku 2003, kończąc trasę i czynności związane z promocją płyty A Night at the Opera zespół postanowił zwieńczyć ten moment festiwalem. Blind Guardian Open Air Festival odbył się w obie noce 16/17 czerwca 2003 roku w pobliżu miejscowości Coburg, a przybyło nań ponad 6000 entuzjastów muzyki metal i bardów. Krążek jest zapisem "Live" z festiwalu.

## Lista utworów

### Dysk 1
1. War of Wrath
2. Time Stands Still
3. Banish from Sanctuary
4. Nightfall
5. The Script for my Requiem
6. Valhalla
7. A Past and Future Secret
8. Punishment Divine
9. Mordred's Song
10. The Last Candle
11. Bright Eyes
12. Lord of the Rings
13. I'm Alive
14. Another Holy War
15. And then there was Silence
16. Somewhere Far Beyond
17. The Bard's Song (in the Forest)
18. Imaginations from the other Side
19. And the Story Ends
20. Mirror Mirror

### Dysk 2
1. Wywiad z Blind Guardian
2. Kulisy trasy koncertowej ostatniej płyty: A Night at the Opera Tour 2002
3. Pokaz fotografii (slideshow)
4. Przygotowania do festiwalu: 'The B.G. Festival Coburg 2003'
5. Bonus: Majesty
6. Bonus: Into the Storm
7. Bonus: Welcome to Dying
8. Bonus: Lost in the Twilight Hall